# Natasha Illum Berg
Natasha Benedicte Illum Berg (født 21. april 1971 i Blekinge) er en dansk-svensk forfatter og storvildtjæger bosat i Tanzania. Natasha Illum Berg, der kommer fra en familie af skandinaviske eventyrere, er barnebarn af den svenske ornitolog, forfatter, dyrelivsfotograf og jæger Bengt Berg. Forud for sin tid i Tanzania boede Natasha Illum Berg i både Danmark og Sverige, selvom hun primært opvoksede på familiens gods Eriksberg i Blekinge, der blev drevet som naturreservat og jagtområde. Efter studentereksamen fra den svenske kostskole Lundsbergs Skole i Värmland, blev Natasha Illum Berg elev hos en storvildtjæger i Tanzania i 1994 – og specialiserede sig med tiden i bøffeljagt og eksklusiv safari.
Natasha Illum Berg debuterede som forfatter i 1999 med selvbiografien Floder af rød jord – I lære som storvildtjæger i Afrika. Det efterfølgende delvist fiktive forfatterskab rummer forskelligartede elementer af skønlitteratur og selvbiografier – eksempelvisTe i den blå sofa. Endvidere har Natasha Illum Berg været medstifter af Ivory Black Foundation, der er dedikeret til at redde den afrikanske elefant og beskytte elefanternes liv i naturen ved at ændre forbrugernes holdninger samt reducere den offentlige efterspørgsel efter elfenben. Natasha Illum Berg bor med sin datter ved foden af Mount Meru.

## Portrætinterviews
- Hartkorn, Vibeke: Powerqvinder – Interviews med 12 indflydelsesrige kvinder om drivkraft, magt og modstand, Schultz Forlag, København 2006.